# Пальмария
Пальмария (итал. Palmaria) — итальянский остров в Лигурийском море. Узким проливом отделяется от мыса Порто-Венере, вместе с которым внесён в число памятников Всемирного наследия. Территориально является частью коммуны Портовенере в провинции Специя региона Лигурия. Площадь — 1,53 км²; ломки мрамора и известняка, виноделие и масличные плантации. Форт, с сигнальной башней и электрическим освещением, входит в систему укреплений военной гавани Специи.